# Moyua
Moyua è una stazione della linee 1 e 2 della metropolitana di Bilbao.
Si trova sotto Plaza Moyua ed è la seconda stazione più frequentata dell'intera rete, dopo la stazione di Abando.

## Storia
La stazione è stata inaugurata l'11 novembre 1995 con il primo tratto della linea 1.